# Gagea scythica
Gagea scythica är en liljeväxtart som beskrevs av Ivan Vlasovich Artemczuk. Gagea scythica ingår i Vårlökssläktet och i familjen liljeväxter. Inga underarter finns listade.